# Osteochilus longidorsalis
Osteochilus longidorsalis és una espècie de peix cipriniforme de la família dels ciprínids que es troba a Kerala (Índia).